# Cieląż
Cieląż (ukr. Теляж), 1951–1995 Łankowe (ukr. Ланкове)  – wieś na Ukrainie, w rejonie czerwonogrodzkim obwodu lwowskiego, nad Bugiem. Wieś liczy około 175 mieszkańców.
W pobliżu znajduje się przystanek kolejowy Trudolubiwka, położony na linii Lwów – Sapieżanka – Kowel. Przed II wojną światową nosił on nazwę Cieląż.

## Historia
Wieś starostwa niegrodowego sokalskiego w XVIII wieku. W II Rzeczypospolitej do 1934 samodzielna gmina jednostkowa. Następnie należała do zbiorowej wiejskiej gminy Skomorochy w powiecie sokalskim w woj. lwowskim. 
W lutym 1944 nacjonaliści ukraińscy z OUN - UPA zamordowali we wsi 12 Polaków.
W związku z poprowadzeniem nowej granicy państwowej na Bugu, 4 lewobrzeżne wsie (Cieląż, Horodłowice, Pieczygóry i Ulwówek) z gminy Skomorochy pozostały po wojnie w Polsce. Pozostała, główna część gminy znalazła się w ZSRR, przez co polskie wsie przyłączono do sąsiedniej gminy Chorobrów, która po wojnie weszła w skład powiatu hrubieszowskigo w woj. lubelskim. W 1951 roku wieś wraz z niemal całym obszarem gminy Chorobrów została przyłączona do Związku Radzieckiego w ramach umowy o zamianie granic z 1951 roku.